# RAB15
RAB15 (англ. RAB15, member RAS oncogene family) – білок, який кодується однойменним геном, розташованим у людей на короткому плечі 14-ї хромосоми. Довжина поліпептидного ланцюга білка становить 212 амінокислот, а молекулярна маса — 24 391.
| 10         |  | 20         |  | 30         |  | 40         |  | 50         |
| ---------- |  | ---------- |  | ---------- |  | ---------- |  | ---------- |
| MAKQYDVLFR |  | LLLIGDSGVG |  | KTCLLCRFTD |  | NEFHSSHIST |  | IGVDFKMKTI |
| EVDGIKVRIQ |  | IWDTAGQERY |  | QTITKQYYRR |  | AQGIFLVYDI |  | SSERSYQHIM |
| KWVSDVDEYA |  | PEGVQKILIG |  | NKADEEQKRQ |  | VGREQGQQLA |  | KEYGMDFYET |
| SACTNLNIKE |  | SFTRLTELVL |  | QAHRKELEGL |  | RMRASNELAL |  | AELEEEEGKP |
| EGPANSSKTC |  | WC         |  |            |  |            |  |            |

A: Аланін

C: Цистеїн

D: Аспарагінова кислота

E: Глутамінова кислота

F: Фенілаланін

G: Гліцин

H: Гістидин

I: Ізолейцин

K: Лізин

L: Лейцин

M: Метіонін

N: Аспарагін

P: Пролін

Q: Глутамін

R: Аргінін

S: Серин

T: Треонін

V: Валін

W: Триптофан

Задіяний у таких біологічних процесах, як транспорт, транспорт білків, альтернативний сплайсинг. 
Білок має сайт для зв'язування з нуклеотидами, ГТФ. 
Локалізований у клітинній мембрані, мембрані.